# Ovale venusschelp
De ovale venusschelp (Timoclea ovata) is een tweekleppigensoort uit de familie van de Veneridae. De wetenschappelijke naam van de soort is voor het eerst geldig gepubliceerd in 1777 door Pennant.
Timoclea ovata var. marmorata

Rechter en linker klep van hetzelfde exemplaar:

Rechter klep
Linker klep

Timoclea ovata var. paucicostata

Rechter en linker klep van hetzelfde exemplaar:

Rechter klep
Linker klep